# Antonín Hlaváček (malíř)
Anton(ín) Hlaváček (7. května 1842 v Gaudenzdorfu, dnes součást Vídně – 16. ledna 1926, Vídeň) byl rakouský malíř s českými kořeny.

## Dílo

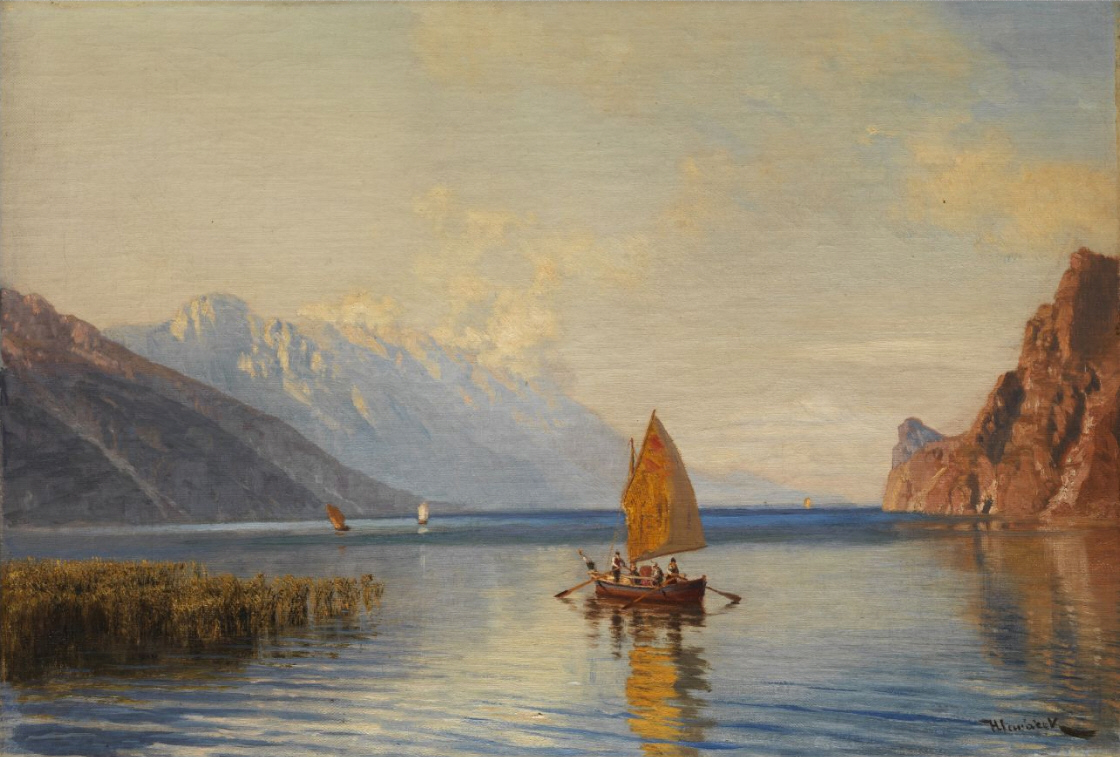
Gardasee am Morgen
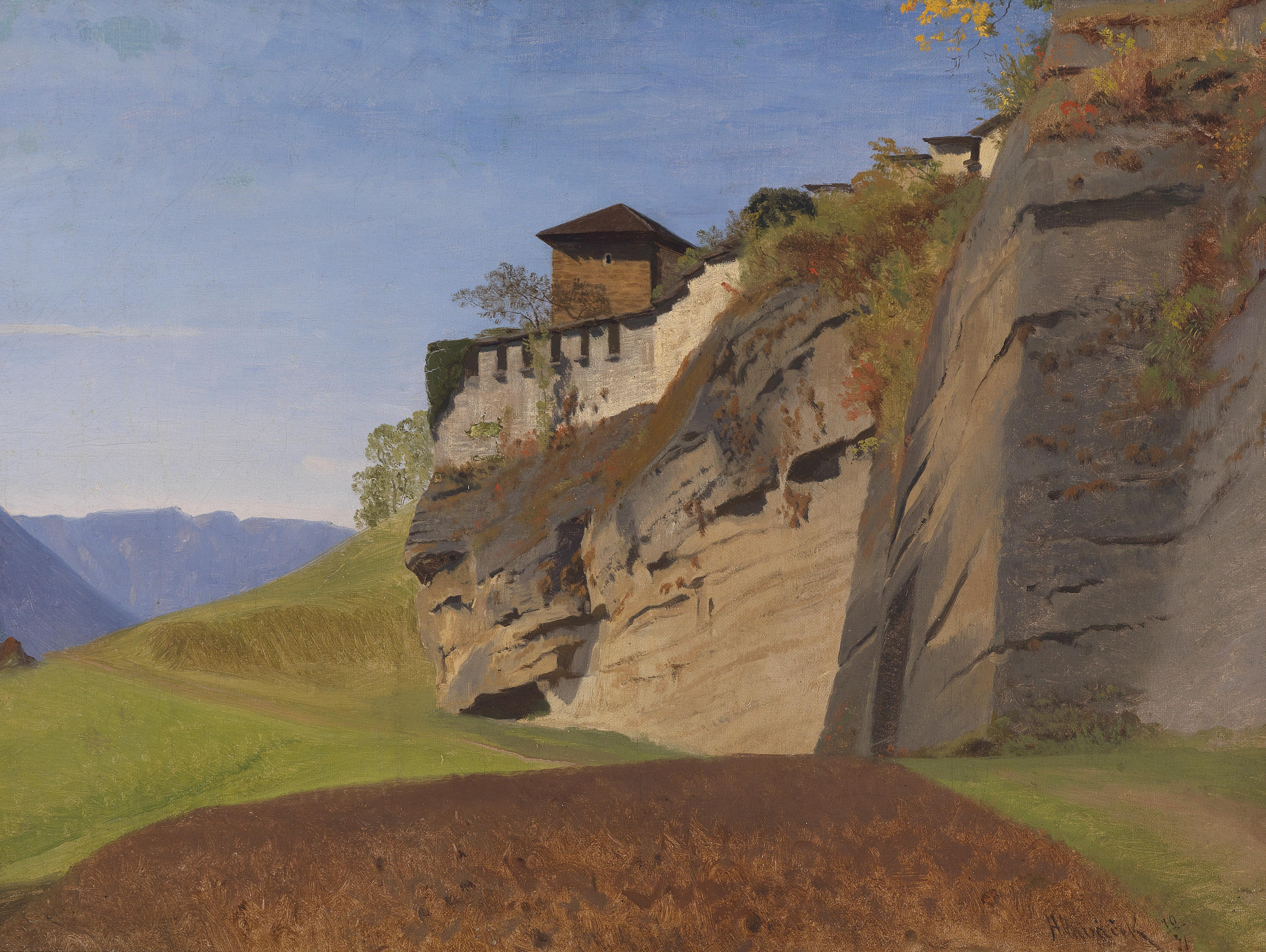
Richterhöhe am Mönchsberg in Salzburg
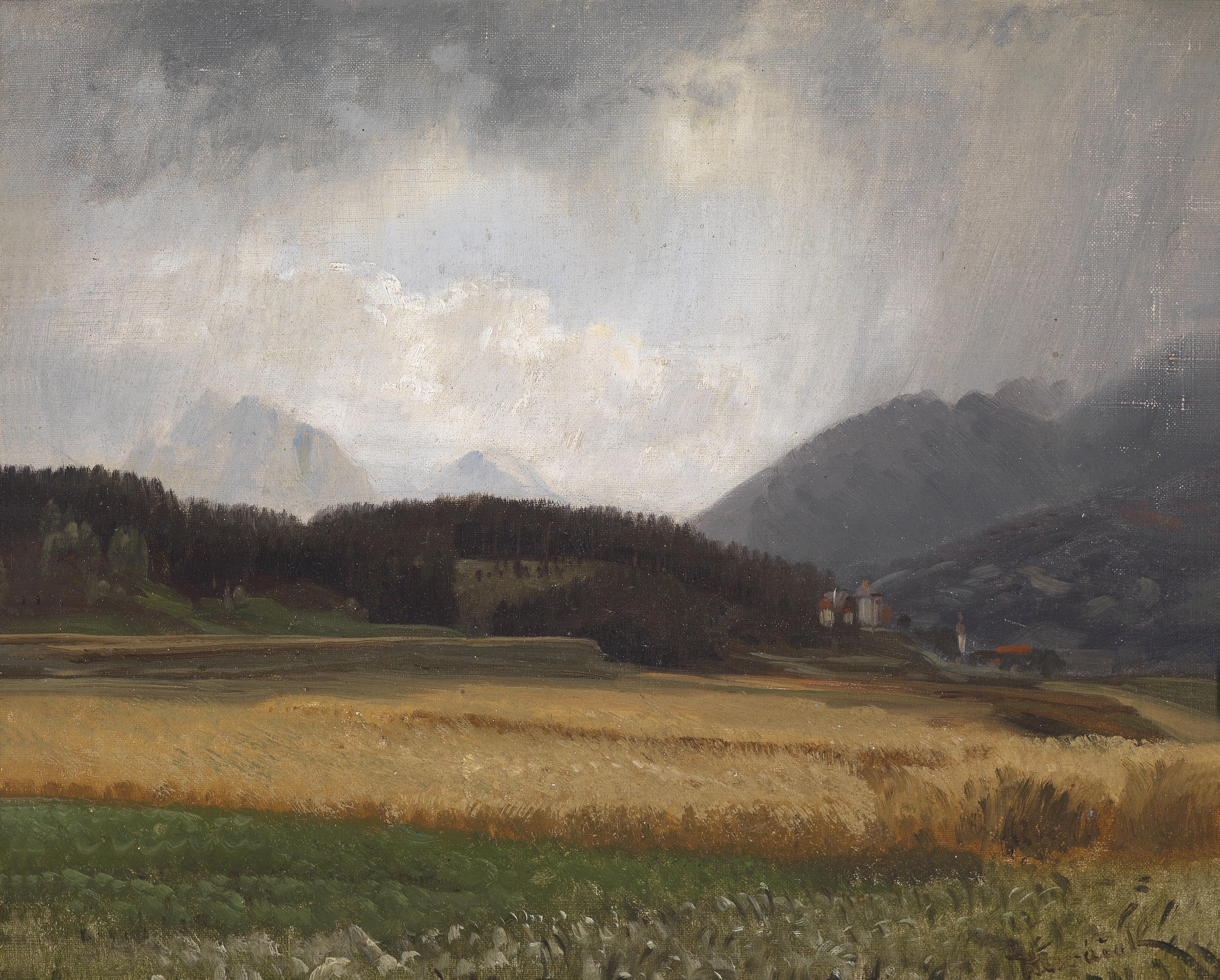
Regenstimmung über Igls